# Giulio Brogi
Giulio Brogi (Verona, 13 maggio 1931 – Negrar, 19 febbraio 2019) è stato un attore italiano.

## Biografia
Debuttò in televisione nel 1958 partecipando alla trasmissione Primo applauso.
Dall'inizio degli anni sessanta frequentò il Piccolo Teatro di Milano e gli Stabili di Genova, Trieste, Torino, interpretando i classici (Goldoni, Euripide, Shakespeare, Molière, Čechov) per registi quali Strehler, Squarzina, Zeffirelli, Trionfo, Missiroli. Dal 1966 fu attivo anche in televisione (Strategia del ragno, 1970; Eneide, 1971; Semmelweis, 1980; Rodolfo Graziani ultimo atto a Salò, 1985) e nel cinema, dove lo preferirono i fratelli Taviani, da Sovversivi (1967) a San Michele aveva un gallo (1972) e Il prato (1979); del 1984 è Viaggio a Citera, di Angelopoulos.
Proseguì nella sua attività cinematografica partecipando a numerosi film, fra i quali Il portaborse (1990) di Daniele Luchetti, Il segreto del bosco vecchio (1993) di Ermanno Olmi, Terra bruciata (1995) di Andres Pfaffli e La lingua del santo (2000) di Carlo Mazzacurati. Nel 2006 recitò in teatro in Girotondo di Arthur Schnitzler, con la regia di Pietro Carriglio, e l'anno seguente fu scelto da Franco Battiato come protagonista del suo terzo film da regista Niente è come sembra.

## Filmografia

Giulio Brogi nel film San Michele aveva un gallo (1971)

### Cinema
- I sovversivi, regia di Paolo e Vittorio Taviani (1967)
- Gangsters '70, regia di Mino Guerrini (1968)
- Galileo, regia di Liliana Cavani (1968)
- Sotto il segno dello scorpione, regia di Paolo e Vittorio Taviani (1969)
- Ricorda con rabbia, regia di Mario Missiroli
- Il rapporto, regia di Lionello Massobrio (1969)
- Il leone a sette teste (Der Leone Have Sept Cabeças), regia di Glauber Rocha (1970)
- La vita in gioco (Morire a Roma), regia di Gianfranco Mingozzi (1972)
- San Michele aveva un gallo, regia di Paolo e Vittorio Taviani (1972)
- Stregone di città, regia di Gianfranco Bettetini (1973)
- La città del sole, regia di Gianni Amelio (1973)
- L'invenzione di Morel, regia di Emidio Greco (1974)
- Quanto è bello lu murire acciso, regia di Ennio Lorenzini (1975)
- Il prato, regia di Paolo e Vittorio Taviani (1979)
- Viaggio a Citera (Taxidi sta Kythira), regia di Theo Angelopoulos (1984)
- Kapetan Meitanos, i eikona enos mythikou prosopou, regia di Dimos Theos (1987)
- Carmela Campo, regia di Ariel Piluso – cortometraggio (1989)
- Il portaborse, regia di Daniele Luchetti (1991)
- La cattedra, regia di Michele Sordino (1991)
- Il segreto del bosco vecchio, regia di Ermanno Olmi (1993)
- Sarahsarà, regia di Renzo Martinelli (1994)
- Terra bruciata, regia di Andres Pfäffli (1995)
- La lingua del santo, regia di Carlo Mazzacurati (2000)
- L'accertamento, regia di Lucio Luneti (2001)
- Come si fa un Martini, regia di Kiko Stella (2001)
- Niente è come sembra, regia di Franco Battiato (2007)
- Non lo so ancora, regia di Fabiana Sargentini (2012)
- La grande bellezza, regia di Paolo Sorrentino (2013)
- Piccola patria, regia di Alessandro Rossetto (2013)
- Fai bei sogni, regia di Marco Bellocchio (2016)
- Dove non ho mai abitato, regia di Paolo Franchi (2017)
- La terra buona, regia di Emanuele Caruso (2018)

### Televisione
- L'ospite segreto, regia di Eriprando Visconti – film TV (1967)
- Processi a porte aperte, episodio Il caso dei tre giudici, regia di Lyda C. Ripandelli – film TV (1968)
- Ricorda con rabbia, di John Osborne, regia di Mario Missiroli - teatro TV (1969)
- La promessa, regia di Valerio Zurlini - prosa TV (1970)
- Strategia del ragno, regia di Bernardo Bertolucci (1970)
- Eneide, regia di Franco Rossi – miniserie TV (1971)
- Delitto di regime - Il caso Don Minzoni, regia di Leandro Castellani – miniserie TV (1973)
- La carriera, regia di Flaminio Bollini – miniserie TV (1973)
- Eleonora, regia di Silverio Blasi – miniserie TV (1973)
- Il giovane Garibaldi, regia di Franco Rossi – miniserie TV (1974)
- Gamma, regia di Salvatore Nocita – miniserie TV (1975)
- Il gabbiano, regia di Marco Bellocchio – film TV (1977)
- Diario di un uomo di cinquant'anni, di Henry James, regia di Andrea e Antonio Frazzi, 28 marzo 1980.
- Semmelweis, regia di Gianfranco Bettetini (1980)
- Tre anni, regia di Salvatore Nocita – miniserie TV (1983)
- Aeroporto internazionale – serie TV (1987)
- Piange al mattino il figlio del cuculo, regia di Gianni Bongioanni (1989)
- Gli anni d'oro, regia di Beppe Cino – miniserie TV (1992)
- La signora delle camelie, regia di Lodovico Gasparini – miniserie TV (2005)
- 1993, regia di Giuseppe Gagliardi – serie TV (2017)
- Il commissario Montalbano – serie TV, episodio 13x02 (2019)
- 1994 – serie TV, episodio 3x01 (2019)

### Teatro
- Zio Vanja di Anton Čechov, regia di Mario Missiroli (1979)
- Il racconto d'inverno di William Shakespeare, regia di Roberto Guicciardini (2002)
- Il povero Piero, di Achille Campanile (2006)
- Orestiade, di Eschilo, traduzione di Pier Paolo Pasolini, regia di Pietro Carriglio, Teatro greco di Siracusa (2008)
- Il birraio di Preston, regia di Giuseppe Di Pasquale (2009)[5]
- Telesio, regia di Franco Battiato (2011)[6]

## Doppiatori italiani
- Gino La Monica in Gangsters '70
- Giancarlo Giannini in Eneide
- Ugo Maria Morosi in Viaggio a Citera